# ام‌اس کونگسهولم (۱۹۵۳)
ام‌اس کونگسهولم (۱۹۵۳) (به انگلیسی: MS Kungsholm (1953)) یک کشتی است. این کشتی در سال ۱۹۵۲ ساخته شد.